# Otinotus elongatus
Otinotus elongatus är en insektsart som beskrevs av William Lucas Distant 1908. Otinotus elongatus ingår i släktet Otinotus och familjen hornstritar. Inga underarter finns listade i Catalogue of Life.